# August von Lentze

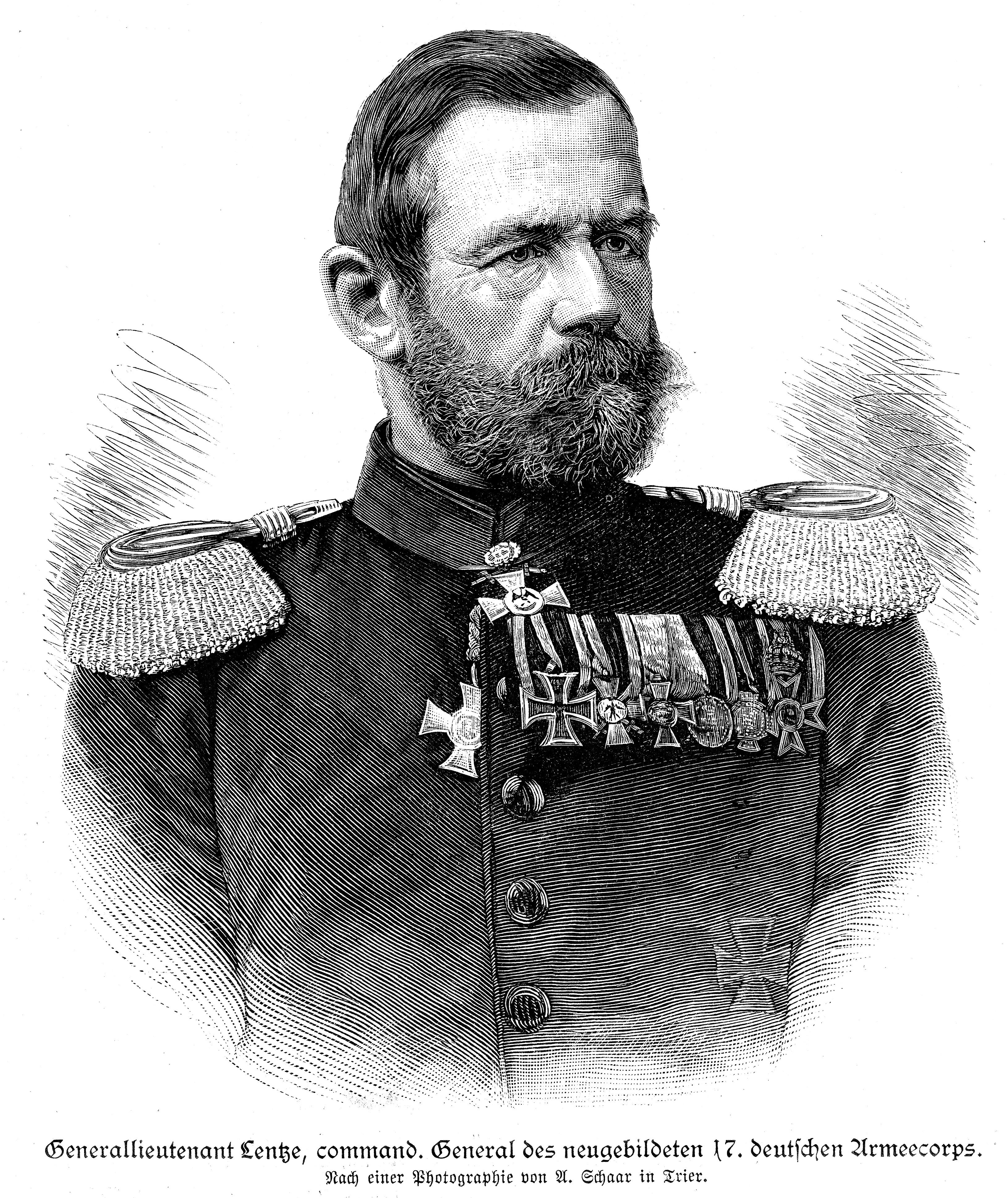
Generalleutnant Lentze, kommandierender General des 1890 neugebildeten 17. Armeekorps (um 1890)

August von Lentze (nach 1901)

Friedrich Wilhelm August Lentze, seit 1896 von Lentze (* 22. Juni 1832 in Soest; † 25. November 1920 in Wernigerode) war ein preußischer General der Infanterie.

## Leben

### Herkunft
Er war der Sohn des Oberst a. D. Carl Leopold August Lentze (1791–1864) und dessen Ehefrau Maria, geborene Jungwirth (1805–1878).

### Militärkarriere
Lentze absolvierte das Gymnasium in Neuruppin und trat anschließend am 1. Oktober 1851 als Füsilier in das 26. Infanterie-Regiment der Preußischen Armee ein. Dort wurde er am 7. September 1853 zum Sekondeleutnant befördert. Ab 1. Oktober 1857 kommandierte man Lentze für drei Jahre zur weiteren Ausbildung an die Kriegsakademie und beförderte ihn im Anschluss daran zum Premierleutnant. Als solcher wurde er Ende Februar 1861 zum Regimentsadjutant ernannt und von Mai bis Oktober 1862 zur Topographischen Abteilung des Großen Generalstabs kommandiert. Am 23. Oktober 1862 unter Stellung à la suite seines Regiments als Lehrer an die Kriegsschule Engers versetzt, war Lentze hier bis zum 17. Juni 1864 tätig, wurde Hauptmann und kam für zwei Jahre in den Großen Generalstab. Daran schloss sich ab 25. Mai 1866 eine Verwendung im Generalstab des VII. Armee-Korps an. Kurz darauf folgte seine Kommandierung zum Generalstab der Mainarmee, mit der Lentze sich während des Deutschen Krieges an den Kämpfen bei Hammelburg, Aschaffenburg, Helmstadt und Uettingen sowie der Beschießung von Würzburg beteiligte. Nach Beendigung des Krieges war Lentze zunächst Kommissar bei den Friedensverhandlungen, kam kurzzeitig wieder in den Großen Generalstab und unterrichtete dann für zwei Jahre als Lehrer an der Kriegsakademie. Im Anschluss daran wurde er am 25. November 1868 in den Generalstab der 15. Division nach Köln versetzt und am 18. Juni 1869 zum Major befördert.
Mit der Division zog Lentze 1870 in den Krieg gegen Frankreich. Hier kam er in der Schlacht bei Gravelotte zum Einsatz, wofür er mit dem Eisernen Kreuz II. Klasse ausgezeichnet wurde, nahm an den Kämpfen bei der Nordarmee unter General August Karl von Goeben an der Hallue, bei Bapaume und Saint-Quentin teil. Außerdem war Lentze bei der Belagerung von Metz sowie den Gefechten bei Berteaucourt, Sapignies und Tertry-Pœuilly. Für Bapaume erhielt er das Eiserne Kreuz I. Klasse. Nach dem Friedensschluss kehrte Lentze in den Generalstab nach Köln zurück, wurde am 14. Februar 1874 zum Kommandeur des Füsilierbataillons des Infanterie-Regiments Nr. 16 ernannt und am 19. September 1874 zum Oberstleutnant befördert. Nach knapp zweijährigen Truppendienst ernannte man Lentze am 11. Januar 1876 zum Chef des Generalstabs des VI. Armee-Korps in Breslau. Diese Stellung sollte er die kommenden acht Jahre bekleiden und als Generalmajor am 15. April 1884 das Kommando der 19. Infanterie-Brigade in Posen übernehmen. Mit seiner Beförderung zum Generalleutnant am 15. November 1887 wurde Lentze nach Trier versetzt und zum Kommandeur der 16. Division ernannt.
Zu Beginn des Jahres 1890 wurde die Armee erweitert und aus diesem Grund aus Teilen des I. und II. Armee-Korps das neue XVII. Armee-Korps mit Sitz in Danzig gebildet. Zum ersten Kommandierenden General wurde am 24. März 1890 Lentze ernannt und er kommandierte das Korps die kommenden zwölf Jahre. Am 18. Oktober 1891 folgte seine Beförderung zum General der Infanterie. In seinen letzten Dienstjahren wurde Lentze mehrfach für seine Leistungen geehrt. Wilhelm II. erhob ihn am 3. Januar 1896 aus Anlass des 25-jährigen Gedenktages der Schlacht bei Bapaume in den erblichen Adelsstand. Außerdem verlieh er ihm das Großkreuz des Roten Adlerordens mit Eichenlaub und Schwertern und schlug ihn zum Ritter des Schwarzen Adlerordens. Am 1. April 1902 wurde Lentze schließlich auf sein Gesuch hin mit Pension zur Disposition gestellt und gleichzeitig zum Chef des Kulmer Infanterie-Regiments Nr. 141 ernannt.

### Familie
Lentze hatte sich am 20. April 1865 in Wernigerode mit Elise Horch (1840–1910) verheiratet. Aus der Ehe ging der Sohn August Karl (* 1866) hervor, der preußischer Regierungsdirektor und Direktor des Oberversicherungsamtes in Kassel wurde.